# 안드로니코스 팔레올로고스 칸타쿠지노스

안드로니코스 팔레올로고스 칸타쿠지노스(그리스어: Ανδρόνικος Παλαιολόγος Καντακουζηνός, 1453년 6월 4일 사망)는 동로마 제국의 마지막 메가스 도메스티코스였다. 1453년 콘스탄티노폴리스의 함락 당시 도시에 있었던, 그는 도시가 함락된 지 5일 만에 오스만의 술탄 메흐메트 2세에 의해 처형된 제국의 고위 관리들 중 한 명이었다.
안드로니코스는 콘스탄티노스 11세에게 세르비아의 전제공 주라지 브란코비치의 딸인 마라 대신에 그의 세 번째 아내로 트라페준타의 다비드의 딸인 안나를 맡으라고 조언한 사람들 중 하나였다. 그의 이름은 1448년 4월에 체결된 동로마 제국과 베네치아 사이의 조약에서 당시 편찮았던 디미트리오스 팔레올로고스 칸타쿠지노스를 대신하여 나타난다.
그는 1436년 가을 요안니스 8세 팔레올로고스 황제가 세르비아인에게 교회 연합에 관해 페라라-피렌체 공의회에 대표단을 보내도록 설득하기 위해 보낸 메가스 도메스티코스 칸타쿠지노스일 가능성이 높다. 역사학자 실베스트로스 시로풀로스는 이 사람을 "세르비아 전제공의 처남"이라고 묘사했다. 따라서 안드로니코스 팔레올로고스 칸타쿠지노스는 주라지 브란코비치의 아내 이리니 칸타쿠지니의 남자형제이다. 세르비아 교회는 이 공의회에 참여하는 것을 거부했고, 만약 신원 확인이 정확하다면 안드로니코스가 콘스탄티노스 황제와 마라 브란코비치의 결혼을 반대하게 된 동기를 설명할 수 있을 것이다.

## 가족
위그 부사크가 편찬한 그의 아내의 계보에 따르면, 안드로니코스는 요르요스 팔레올로고스 칸타쿠지노스의 형제이며, 요르요스와 함께 디미트리오스 1세 칸타쿠지노스 혹는 테오도로스 칸타쿠지노스의 아들로 추정된다. 그는 결혼을 했고, 적어도 한 명의 아들이 있었는데, 그는 메가스 둑스 루카스 노타라스의 딸과 결혼했다. 두카스는 그 젊은 칸타쿠지노스가 어떻게 그의 장인과 함께 그들의 처형에 동행했는지 전한다.